# Porażenie nerwu twarzowego
Porażenie nerwu twarzowego – mononeuropatia dotycząca jądra i (lub) pnia nerwu twarzowego, zazwyczaj jednostronna, rzadziej obustronna. Stanowi najczęściej występujący rodzaj porażenia nerwów czaszkowych.

## Etiologia
Najczęściej porażenie nerwu twarzowego jest samoistne (idiopatyczne) i określa się je wtedy jako porażenie Bella. Inne możliwe przyczyny porażenia nerwu twarzowego to:
- infekcyjne i immunologiczne
  - zapalenie ucha środkowego
  - zapalenie ucha zewnętrznego
  - półpasiec (zespół Ramsaya Hunta)
  - zapalenie ropne ślinianki przyusznej
  - borelioza
  - sarkoidoza (zespół Heerfordta)

- traumatyczne
  - pęknięcie podstawy czaszki, złamanie kości skroniowej
  - złamanie okolicy otworu rylcowo-sutkowego
  - rany (n.p. postrzalłowe czy cięte)

- nowotworowe
  - guz kąta mostowo-móżdżkowego
  - nowotwory ślinianki przyusznej
  - nerwiaki osłonkowe
  - oponiaki

- neurologiczne
  - zespół Guillaina-Barrégo
  - stwardnienie rozsiane
  - miastenia
  - udary mózgu
- inne
  - zespół Melkerssona-Rosenthala
  - wrodzona hipoplazja jąder nerwu VII i IV (zespół Möbiusa)

## Objawy
- opadanie kącika ust
- gromadzenie jedzenia między dziąsłami a policzkiem
- utrata czucia głębokiego z obszaru twarzy
- utrata zdolności gwizdania, mrugania, zamykania oka, marszczenia czoła, dmuchania, szczerzenia zębów
- upośledzenie łzawienia

## Skala oceny czynności nerwu twarzowego
Klasyfikacja czynności nerwu twarzowego według House'a i Brackmanna pozwala ocenić stopień uszkodzenia i prześledzić przebieg procesu gojenia. Wyróżniono sześć stopni uszkodzenia nerwu:
- I - czynność prawidłowa - prawidłowa czynność wszystkich mięśni twarzy
- II - niewielki niedowład - prawidłowa symetria i napięcie w spoczynku; całkowite zamknięcie oka przy niewielkim wysiłku; niewielka asymetria ust
- III - niedowład umiarkowany - widoczna asymetria stron przy ruchach; występują współruchy, przykurcze lub połowiczy kurcz twarzy; w spoczynku symetria zachowana; upośledzenie czynności mięśni czoła, całkowite zamknięcie oka przy wysiłku, asymetria ust przy ruchach
- IV - niedowład znaczny - widoczna wyraźna asymetria przy ruchach; zachowana symetria i napięcie w spoczynku; brak ruchów mięśni czoła; niedomykanie szpary powiekowej; asymetria ust nawet przy maksymalnym wysiłku
- V - niedowład ciężki - śladowe ruchy; asymetria twarzy w spoczynku; brak ruchów mięśni czoła; niedomykalność szpary powiekowej; śladowe ruchy ust
- VI - porażenie całkowite - brak ruchów